# Матс Ліндгрен
Матс Ліндгрен (швед. Mats Lindgren, нар. 1 жовтня 1974, Шеллефтео) — колишній шведський хокеїст, що грав на позиції центрального нападника. Грав за збірну команду Швеції.

## Ігрова кар'єра
Професійну хокейну кар'єру розпочав 1993 року.
1993 року був обраний на драфті НХЛ під 15-м загальним номером командою «Вінніпег Джетс». 
Протягом професійної клубної ігрової кар'єри, що тривала 11 років, захищав кольори команд «Шеллефтео», «Фер'єстад», «Едмонтон Ойлерс», «Нью-Йорк Айлендерс» та «Ванкувер Канакс».
Виступав за збірну Швеції в складі якої став Олімпійським чемпіоном 1998 року.

## Статистика
| Сезон        | Клуб                 | Ліга         | Регулярний сезон | Регулярний сезон | Регулярний сезон | Регулярний сезон | Регулярний сезон | Плей-оф | Плей-оф | Плей-оф | Плей-оф | Плей-оф |
| Сезон        | Клуб                 | Ліга         | І                | Г                | П                | О                | ШХ               | І       | Г       | П       | О       | ШХ      |
| ------------ | -------------------- | ------------ | ---------------- | ---------------- | ---------------- | ---------------- | ---------------- | ------- | ------- | ------- | ------- | ------- |
| 1990-1991    | «Шеллефтео»          | Дивізіон 1   | 10               | 0                | 1                | 1                | 0                |         |         |         |         |         |
| 1991-1992    | «Шеллефтео»          | Дивізіон 1   | 29               | 14               | 8                | 22               | 14               |         |         |         |         |         |
| 1992-1993    | «Шеллефтео»          | Дивізіон 1   | 29               | 14               | 8                | 22               | 14               | --      | --      | --      | --      | --      |
| 1993-1994    | «Фер'єстад»          | Елітсерія    | 22               | 11               | 6                | 17               | 26               |         |         |         |         |         |
| 1994-1995    | «Фер'єстад»          | Елітсерія    | 37               | 17               | 15               | 32               | 20               | 3       | 0       | 0       | 0       | 4       |
| 1995-1996    | «Кейп-Бретон Ойлерс» | АХЛ          | 13               | 7                | 5                | 12               | 6                | --      | --      | --      | --      | --      |
| 1996-1997    | «Гамільтон Бульдогс» | АХЛ          | 9                | 6                | 7                | 13               | 6                | --      | --      | --      | --      | --      |
| 1996-1997    | «Едмонтон Ойлерс»    | НХЛ          | 69               | 11               | 14               | 25               | 12               | 12      | 0       | 4       | 4       | 0       |
| 1997-1998    | «Едмонтон Ойлерс»    | НХЛ          | 82               | 13               | 13               | 26               | 42               | 12      | 1       | 1       | 2       | 10      |
| 1998-1999    | «Едмонтон Ойлерс»    | НХЛ          | 48               | 5                | 12               | 17               | 22               | --      | --      | --      | --      | --      |
| 1998-1999    | «Нью-Йорк Айлендерс» | НХЛ          | 12               | 5                | 3                | 8                | 2                | --      | --      | --      | --      | --      |
| 1999-2000    | «Нью-Йорк Айлендерс» | НХЛ          | 43               | 9                | 7                | 16               | 24               | --      | --      | --      | --      | --      |
| 2000-2001    | «Нью-Йорк Айлендерс» | НХЛ          | 20               | 3                | 4                | 7                | 10               | --      | --      | --      | --      | --      |
| 2001-2002    | «Нью-Йорк Айлендерс» | НХЛ          | 59               | 3                | 12               | 15               | 16               | --      | --      | --      | --      | --      |
| 2002-2003    | «Манітоба Мус»       | АХЛ          | 4                | 0                | 1                | 1                | 6                | --      | --      | --      | --      | --      |
| 2002-2003    | «Ванкувер Канакс»    | НХЛ          | 54               | 5                | 9                | 14               | 18               | --      | --      | --      | --      | --      |
| Усього в НХЛ | Усього в НХЛ         | Усього в НХЛ | 387              | 54               | 74               | 128              | 146              | 24      | 1       | 5       | 6       | 10      |